# 伯莎 (阿拉巴馬州)
伯莎（英語：Bertha）是一個位於美國阿拉巴馬州戴爾縣的非建制地區。該地的面積和人口皆未知。

## 地理
伯莎的座標為31°32′29″N 85°25′41″W / 31.54138°N 85.42805°W，而該地最高點為海拔高度142米（即466英尺）。